# Fonderie Nebiolo
Nebiolo est une ancienne société italienne de fonderie de caractères typographiques, puis de machines destinées à l’imprimerie, portant le nom de son fondateur, Giovanni Nebiolo.

## Historique
En 1878, Giovanni Nebiolo achète à Giacomo Narizzano une petite fonderie de caractères créée en 1852, à Turin. En 1880, Nebiolo s’associe avec Ermenegildo Cunaccia pour constituer une société en nom collectif pour la fonderie de caractères typographiques et de stéréotypie. Le 13 juin de la même année, Nebiolo s’associe avec Lazzaro Levi pour créer la Nebiolo & Comp, qui s’installe via dei Fiori, où siègent de nombreuses industries, dont Fiat et Lancia.
En 1888, de nouveaux associés rejoignent la société. La production augmentant, l’entreprise s’installe dans de nouveaux locaux, corso Regio Parco. Enfin, en 1891, Nebiolo quitte la société, mais accepte que son nom reste la raison sociale de l’entreprise.
En 1899, devant la révolution apportée par les Linotypes et Monotypes, la société est mise en liquidation pour être transformée en société par actions, et ainsi attirer les financements par les organismes de crédit. Son activité regroupe maintenant la fonderie de caractères et la commercialisation de machines typographiques d’origine allemande. En 1900, elle acquiert une fonderie génoise concurrente, Rayper.
Grâce à ses restructurations successives, Nebiolo se maintient et augmente sans cesse ses capacités de production. Une nouvelle presse, la Fulgur, est mise sur le marché avec succès. En 1908 naît, d’un accord avec la société milanaise concurrente Urania, la société Augusta, qui a son siège à Turin et des établissements dans tout le nord de l’Italie.
Après des difficultés qui commencent en 1911 et se poursuivent avec la guerre de 1914-1918, les sociétés Nebiolo et Augusta fusionnent, avec trois secteurs : la fonderie de caractères, la fabrication de machines, et la fabrication d’objets en fonte.
En 1923, on inaugure la nouvelle fonderie de caractères, une des plus grandes d’Europe, avec 3 500 mètres carrés sur trois étages.
Nebiolo subit les effets de la crise de 1929. Dans les années 1930 et 1940, elle ajoute de nouvelles activités, comme la fabrication d’hélices d’avion et même de bombes, durant la guerre. Les années d’après-guerre sont difficiles mais la reprise est effective à la fin des années 1950 et la décennie suivante voit l’entreprise à son apogée.
Cependant, la fonderie de fonte ferme, suivie en 1978 de la fonderie de caractères. Progressivement les activités « machines » sont reprises par d’autres entreprises.

## Caractères

Microgramma.
Eurostile.
Semplicità.

L’atelier de création de caractères, le studio Nebiolo, est dirigé avant la guerre par Alessandro Butti. En 1936, il fait entrer le tout jeune Aldo Novarese, l’un des plus prolifiques créateurs de caractères du siècle. Ensemble ils vont produire les plus belles réalisations de Nebiolo, puis, à partir de 1950, Aldo Novarese est le principal créateur, avec les caractères emblématiques de l’époque, le Microgramma puis son successeur, l'Eurostile.
- Athenaeum, 1945 (A. Butti, A. Novarese)
- Normandia, 1949 (A. Butti, A. Novarese)
- Augustea, 1951
- Microgramma, 1952

## Sources
- Historique :